# Зеленчукски храмове
Зеленчукските храмове (на карачаево-балкарски: Тьобен Архъз клисала) са група от 3 църкви в Северен Кавказ, използвани през IX – XIII век и възстановени.
Разположени са край днешното селище Нижний Архъз в Карачаево-Черкезия.
Били са в средновековно селище, което някои автори идентифицират като Магас, столицата на Алания. Според тази хипотеза Северната църква е била катедрала на Аланската епархия в периода X – XIII век. Селището е разрушено от монголците, а тези 3 църкви са възстановени през XIX – XX век.